# Matthew S. Dryer
Matthew S. Dryer – profesor językoznawstwa na Uniwersytecie Stanu Nowy Jork w Buffalo, zajmujący się typologią lingwistyczną, składnią oraz dokumentacją językową. Wniósł wkład w badania nad korelacjami w zakresie szyku wyrazowego. Jest jednym z twórców projektu World Atlas of Language Structures, bazy danych gromadzącej informacje strukturalne na temat języków świata.

## Wybrana twórczość
- Matthew S. Dryer (1992) The Greenbergian Word Order Correlations, „Language” 68: 81–138
- Matthew S. Dryer (2002) A Comparison of Preverbs in Kutenai and Algonquian. [w:] Proceedings of the Thirtieth Algonquian Conference, David Pentland (red.), s. 63–94. Winnipeg: University of Manitoba.
- Matthew S. Dryer (2007) Kutenai, Algonquian, and the Pacific Northwest from an areal perspective. [w:] Proceedings of the Thirty-Eighth Algonquian Conference, H. C. Wolfart (red.), s. 155–206. Winnipeg: University of Manitoba.
- Matthew S Dryer, Subject and inverse in Kutenai, „Proceedings of the Hokan-Penutian Workshop”, 16, University of California, Santa Cruz: American Indian Languages Conferences, 1991, s. 183–202 [dostęp 2013-09-19].